# Еусевио Кино
Еусевио Франсиско Кино или Еусевио Франческо Кини (на испански: Eusebio Francisco Kino; на италиански: Eusebio Francesco Chini) е италиански йезуит, мисионер, географ, изследовател, картограф и астроном.

## Произход и образование (1645 – 1677)
Роден е на 10 август 1645 година в селището Сеньо в Италианските Алпи, близо до Тренто (тогава в пределите на Свещената Римска империя), в семейство на дърводелец. Започва образованието си в йезуитско училище в Инсбрук (Австрия) и след като се възстановява от тежко заболяване се присъединява към Обществото на Исус през 1665 г., където се увлича от математика и химия. До 1669, като член на Обществото, изучава религията във Фрайбург, Инголщат и Ландсберг ам Лех. След завършване на последния етап на обучение в Обществото, по време на който преподава математика в Инголщат, на 12 юни 1677 е ръкоположен за свещеник.
На Кино му е предложено професорско място в университета в Инголщат, но той се отказва защото го влече мисионерството. Той моли да бъде изпратен в Китай, но свободни места има само във Филипините и Мексико и след жребий му се пада да работи сред мексиканците.

## Мисионерска дейност (1678 – 1711)
През 1678 Кино, заедно с 18 колеги, отплава от Генуа за Кадис, но закъснява и изпуска кораба за Мексико. Налага се да чака две години в града докато потегли следващия кораб и през това време перфектно изучава испански език. Едва през 1681 успява да се добере до Мексико. Отправя се към своята епархия – п-ов Калифорния, територия почти неизвестна по това време, независимо че са правени множество опити от испанците за нейната колонизация и в края на 1683 основава своята първа мисия – Сан Бруно, близо до съвременния град Лорето.
Шест години Кино практикува мисионерска дейност в Мексико, след което от 1687 и до смъртта си странства и проповядва в съвременните югозападни части на САЩ, главно днешния щат Аризона и благодарение на неговите усилия скоро тези райони са присъединени към Нова Испания. Неговите главни мисии се разполагат на териториите на Сонора и Аризона. Тук Кино проявява своите многообразни таланти: обучава местните индианци на земеделие и животновъдство и необходимите занаяти. Той доказва, че Калифорния е полуостров и картира огромна територия (130 хил. км2), за което получава титлата кралски космограф.
Умира на 15 март 1711 година в Магдалена де Кино на 65-годишна възраст.

## Мисии основани от Кино
Основава следните по-важни мисии:
- La Misión de Nuestra Señora de los Dolores, Сонора.
- La Misión de Nuestra Señora de los Remedios, Сонора.
- La Misión de Nuestra Señora del Pilar y Santiago de Cocóspera, Сонора.
- La Misión de San Ignacio de Cabórica, Сонора.
- La Misión de San Pedro y San Pablo de Tubutama, Сонора.
- La Misión de La Purísima Concepción de Nuestra Señora de Caborca, Сонора.
- La Misión de San Diego del Pitiquí. Pitiquito, Сонора.
- La Misión de San Cayetano de Tumacácori, Аризона.
- Las Misiones del Alto Santa Cruz: комплекс мисии от двете страни на границата между Сонора и Аризона.
- Las Visitas del Río Altar, Сонора.
- La Misión de San Xavier del Bac, Сонора.

## Памет
Неговото име носят:
- връх Кино (30°55′ с. ш. 114°58′ з. д. / 30.916667° с. ш. 114.966667° з. д.) на п-ов Калифорния, Мексико;
- град Байя Кино (28°50′ с. ш. 111°58′ з. д. / 28.833333° с. ш. 111.966667° з. д.) в щата Сонора, Мексико;
- град Магдалена де Кино (30°38′ с. ш. 110°54′ з. д. / 30.633333° с. ш. 110.9° з. д.) в щата Сонора, Мексико;
- сорт трапезно вино.